# Thomas de stoomlocomotief

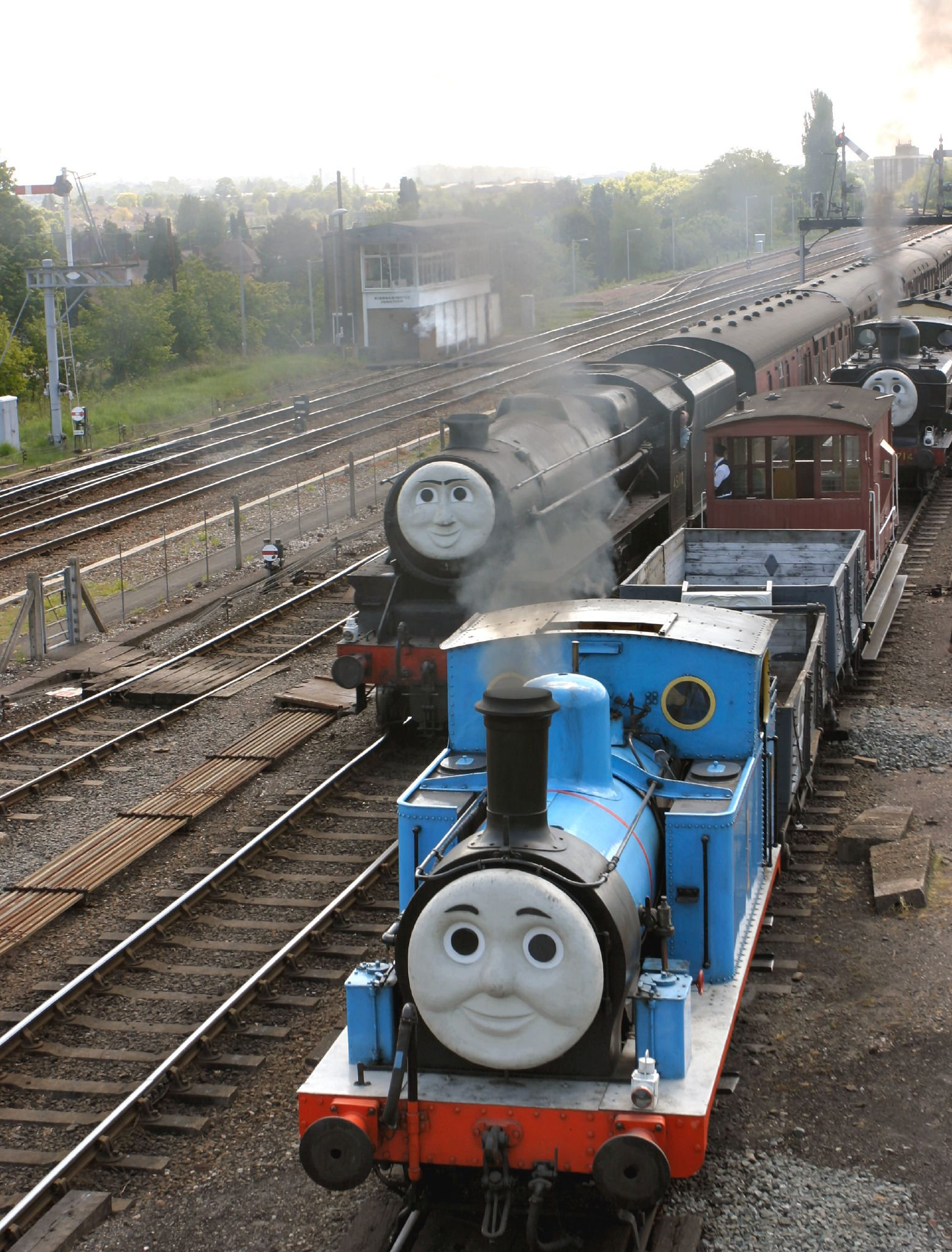
Echte stoomlocomotieven, uitgedost als Thomas, Henry en Duck

Spoorlijnen op het fictieve eiland Sodor

Thomas de stoomlocomotief, in het Engels bekend als Thomas & Friends of Thomas the Tank Engine, is een Brits televisieprogramma van Britt Allcroft voor kinderen vanaf 4 jaar.  De animatieserie is gebaseerd op de boeken The Railway Series van de Britse predikant Wilbert Vere Awdry en diens zoon Christopher Awdry.

## Productie
De serie is vertaald in 26 talen, is in 130 landen te zien en wordt in Nederland uitgezonden door het digitale kanaal RTL Telekids en in Vlaanderen op VTM Kids Jr.. Elke aflevering duurt vijf à tien minuten. De originele Engelstalige Britse verhalen werden in de eerste twee seizoenen door Ringo Starr ingesproken. In de VS werden de eerste vier seizoenen ingesproken door George Carlin van 1991 tot en met 1995 (de eerste twee oorspronkelijk door Ringo Starr tussen 1989 en 1990) daarna sprak Alec Baldwin ze in van 1998 tot 2002, waarna Micheal Brandon het overnam tot en met 2012. Van 1991 tot en met 2012 was Micheal Angelis de verteller van de Britse series. Van 2013 tot en met 2017 vertelde Mark Moraghan beide Engelse versies, waarna Thomas (John Hasler in de Britse serie en Joseph May in de Amerikaanse serie) zelf de verhalen vertelde vanaf 2018. Erik de Zwart nam van 1998 tot 2010 de Nederlandstalige versie voor zijn rekening. In 2011 nam Kas van Iersel het over voor seizoen 13, daarna heeft Michiel de Jong het overgenomen tot en met 2017. Sinds 2018 is Thomas (Jürgen Theuns) zelf de verteller van de serie.
De eerste vijf series dateren uit de periode van 1984 tot 1998. Van 2002 tot en met 2020 werd er elk jaar een nieuwe serie gemaakt. Een serie bestaat uit 20 à 28 afleveringen. Tot in 2021 zijn 578 afleveringen gemaakt en 20 films en specials.

## Verhaal
De serie gaat over de avonturen van een familie pratende treinen op het denkbeeldige eiland Sodor. Er zijn acht hoofdfiguren en talloze bijfiguren. De titelheld is de jonge hemelsblauwe stoomlocomotief Thomas. Hij komt vaak in de problemen, omdat hij zaken wil opknappen die beter door oudere treinen gedaan kunnen worden. De leerzame en lichtelijk moralistische verhaaltjes spelen zich doorgaans af volgens hetzelfde patroon. "The Fat Controller" (Sir Toppham Hatt), een buikige directeur met hoge hoed, komt een bijzondere opdracht ("a very special special") uitdelen. Het locomotiefje dat de opdracht krijgt is zeer vereerd en gaat zijn best doen de taak zo goed mogelijk te vervullen. Door zijn enthousiasme luistert hij niet naar adviezen en waarschuwingen en dan gaat de opdracht fout, meestal tot drie keer toe. Dan komt het locomotiefje tot zelfinzicht: hij weet nu wat hij fout heeft gedaan en beseft dat dit zijn eigen schuld was. Met hulp van anderen kan hij de zaak nog net in orde brengen en iedereen is "very happy". Hij oogst de lof van de "Fat Controller", die hem vertelt hoe goed hij de "very special special" heeft volbracht en dat hij "very useful"(zeer nuttig) is geweest.

## Voornaamste personages
Veel stoomlocomotieven, maar ook diesels en niet-railgebonden voertuigen spelen een rol in de afleveringen. De voornaamste personages ("The Steam Team") dragen de nummers 1 tot en met 8 op de flanken:
1. Thomas, een hemelsblauwe drieassige tenderlocomotief (asindeling C), altijd goedgehumeurd en trots op de spoorlijn, vaak ondeugend, soms verstandig. Hij vormt meestal een trein met de spoorwegrijtuigen Annie en Clarabel, waarmee hij passagiers vervoert over zijn eigen spoorlijn, van Knapford aan de kust, tot Ffarquhar in het binnenland. Bij het rangeren kan hij weleens ruw zijn, maar hij heeft een gouden hart en kan met iedereen goed opschieten.
2. Nia is een Keniaanse locomotief die bevriend raakte en Thomas vergezelde op zijn reis rond de wereld. Ze is nu een permanente bewoner van de "North Western Railway". Nia is dol op dieren en is dan ook vaak te vinden bij de dierentuin. Haar 'voorganger' is Edward, een van de oudere locomotieven op Sodor met een ijverig en vriendelijk karakter. Hij is een tenderlocomotief met asindeling 2B, geschilderd in blauw met rode strepen. Hij is wijs en vriendelijk en de andere locomotieven waarderen zijn kennis en ervaring. Hij heeft zijn eigen spoorlijn, die van Wellsworth naar de grote haven in Brendam loopt. Hij trekt zowel goederen- als passagierstreinen.
3. Rebecca, is een grote, gestroomlijnde locomotief die afkomstig is van het vasteland (Engeland). Ze helpt Gordon met de sneltrein tijdens de drukke periodes, anders trekt ze goederentreinen. Altijd goedgemutst en vol vertrouwen, is ze bevriend met alle locomotieven. Haar toegeeflijkheid kan haar soms in de problemen brengen, maar ze heeft altijd goede bedoelingen. Haar 'voorganger' is Henry, een locomotief die groen is met rode strepen. Hij had speciale steenkool uit Wales nodig om goed te kunnen functioneren, maar na een bezoek aan de werkplaats was dat probleem verholpen. Hij trekt meestal goederentreinen, voornamelijk "the Flying Kipper", en soms mag hij de sneltrein rijden. Hij kan zich verwaand en humeurig gedragen, maar bindt uiteindelijk altijd in.
4. Gordon, blauw met rode strepen, is een van de sterkste locomotieven. Hij is de vaste locomotief van de sneltrein en voelt zich dan ook heel belangrijk. Doorgaans ziet hij bijtijds in dat iedereen onmisbaar is binnen het team.
5. James is rood met zwarte en gouden biezen en een gouden stoomdom. Hij is een tenderlocomotief met asindeling 1C. Hij rijdt zowel goederen- als passagierstreinen. Hij behoort met Henry en Gordon tot de grotere locomotieven, maar hij heeft minder status dan de andere twee. Daarom schept hij nogal eens op, maar anderen, onder wie Thomas, zetten hem gauw op zijn plaats.
6. Percy trekt doorgaans 's nachts de posttrein en overdag werkt hij op de spoorlijn van Thomas. Daar trekt hij goederenwagons. Hij is een groene zadeltanklocomotief met rode strepen en met asindeling B. Hij haalt vaak grapjes uit, waardoor hij soms in de problemen komt, maar hij heeft een groot hart en is heel leergierig. Hij is de beste vriend van Thomas.
7. Toby is een bruine, vierkante stoomtramlocomotief met een koeienvanger. Hij vervoert stenen uit de groeve over de spoorlijn van Thomas, en hij heeft ook een rijtuig genaamd Henriette om de werkmannen van en naar de groeve te brengen. Hij wordt soms geplaagd met zijn vreemde uiterlijk, maar daar kan hij wel tegen. Hij is oud, wijs en voorzichtig, dus hij maakt minder ongelukken dan Thomas.
8. Emily is een donkergroene locomotief met gouden biezen, asindeling 2A1, die een klein beetje met een Schots accent spreekt. Ze heeft haar eigen rijtuigen die in dezelfde kleur zijn geverfd als Emily zelf. Ze kan soms bazig doen, maar meestal gedraagt ze zich zusterlijk tegen de andere locomotieven.

Dit zijn lang niet de enige locomotieven op Sodor. Iedere zijlijn heeft zijn eigen locomotieven.Duck, Oliver, en de identieke tweeling Donald & Douglas rijden op de spoorlijn die langs de kust loopt. Bill & Ben werken in de leemgroeve op de spoorlijn van Edward en komen Salty vaak tegen in de haven van Brendam. Mavis werkt in de steengroeve op de spoorlijn van Thomas. Verder zijn er machines die geen vaste plek hebben, zoals Diesel en Bertie de bus. Er is ook een uitgebreid smalspoornet op Sodor, met zijn eigen locomotieven en wagons. De belangrijkste smalspoorlocomotieven zijn Skarloey, Rheneas, Peter Sam, Sir Handel, Duncan en Rusty.
Alle locomotieven denken, handelen en hebben emoties als een mens. De meeste 'echte' mensen op Sodor hebben geen eigen karakter. De passagiers tonen hun (on)tevredenheid met de service. Het treinpersoneel (machinisten en stokers) is actief met rangeren, koppelen en het bijvullen van water en kolen zonder iets te zeggen, want de locomotieven beslissen zelf. Sommige mensen krijgen wat meer profiel, onder wie een boer langs de spoorlijn van Thomas (Farmer McColl), die hulp krijgt van de locomotieven voor zijn dieren, en een hertogelijk paar (The Duke and Duchess of Boxford) met hun eigen locomotief Spencer. Het meest uitgesproken als individueel denkend mens is The Fat Controller (de dikke controleur) Sir Topham Hatt, altijd in het zwart met hoge hoed. Hij heeft de leiding over het hele spoorwegnet. Hij deelt opdrachten uit, wijst terecht als dat nodig is, maar prijst de locomotieven als het goed is gegaan. Zijn hoogste lof is dat ze "Really Useful" (bijzonder nuttig) zijn geweest. Hij reist af en toe met de sneltrein, maar verplaatst zich vaker in een blauwe auto, die op een Rover uit de jaren veertig lijkt.
De moeder van de Fat Controller, Dowager Hatt, komt niet voor in de boeken, maar wel in de televisieserie. Zij bezoekt af en toe de spoorlijn. Zij heeft een dalmatiër. Ze is van mening dat de spoorlijn "very useful" is en de Fat Controller zegt dat ze altijd gelijk heeft. Af en toe vertoont zich ook The Thin Controller (de dunne controleur), die de leiding heeft over het smalspoornet.

## Nederlandse stemmen
| Personage                                                                   | Nederlandse stem |
| --------------------------------------------------------------------------- | ---------------- |
| Verteller, Thomas de stoomlocomotief, en alle stemmen tot en met seizoen 11 | Erik de Zwart    |

- De Nederlandse nasynchronisatie wordt verzorgd door Wim Pel Productions.

### Belangrijke personages
| Personage           | Nederlandse stem |
| ------------------- | ---------------- |
| Verteller           | Erik de Zwart    |
| De dikke controleur | Maarten Wansink  |
| De dunne controleur | Paul Disbergen   |

### Stoomlocomotieven
| Personage                 | Nederlandse stem      |
| ------------------------- | --------------------- |
| Thomas de stoomlocomotief | Jürgen Theuns         |
| Edward                    | Reinder van der Naalt |
| Henry                     | Reinder van der Naalt |
| Gordon                    | Leo Richardson        |
| James                     | Jeremy Luton          |
| Percy                     | Reinder van der Naalt |
| Toby                      | Jürgen Theuns         |
| Emily                     | Marjolein Algera      |
| Duck                      | Paul Disbergen        |
| Donald & Douglas          | Fred Meijer           |
| Oliver                    | Finn Poncin           |
| Bill & Ben                | Reinder van der Naalt |
| Bertie de bus             | Reinder van der Naalt |
| Diesel                    | Reinder van der Naalt |

## Trivia
- Bij Britse toeristische spoorwegen leidt de populariteit van Thomas de stoomlocomotief regelmatig tot 'live' stoomevenementen rondom de personages uit deze serie. Ook in Nederland bij de Veluwsche Stoomtrein Maatschappij (VSM), de Zuid-Limburgse Stoomtrein Maatschappij (ZLSM) en Het Spoorwegmuseum werden die enkele malen georganiseerd.
- De aflevering "Hier Komen Gordon en Rebecca!" was de laatste productie waar Marjolein Algera te horen was voordat ze met pensioen ging.[bron?]